# Broadcasting House de Bristol
Le campus de la BBC, Broadcasting House Bristol, (en français, maison de la radiodiffusion) est situé sur Whiteladies Road à Bristol. Le premier bâtiment à être occupé était le 21/23 Whiteladies Road, qui a été construit en 1852 et est un monument classé Grade II, avec quatre studios de radio. Il a été officiellement inauguré par le Lord-Maire de Bristol le 18 septembre 1934. Depuis, la BBC est sur le restée même site.
En mai 2021, il a été annoncé que la site de production de BBC Studios, comprenant BBC Natural History Unit (l'unité d'Histoire Naturelle) et Factual Entertainment, déménagerait vers un nouveau site appelé Bridgewater House à Finzels Reach, dans le centre-ville de Bristol,.

## Site principal
Depuis sa première ouverture, la Broadcasting House s'est agrandis aux 25, 27/29, 31/33, (tous également classés Grade II) et aux 33A&B Whiteladies Road, ainsi qu'aux 1, 3, 5., 7/9, 11/13, 15/17 et 19 Tyndall's Park Road. Ce site comprend désormais des bureaux et des installations techniques pour BBC Natural History Unit, BBC Radio & Music Production Bristol, à BBC West et BBC Radio Bristol.
Plusieurs équipements ont été construits sur le site : des studios pour le réseau de radio, un studio pour le réseau de télévision (Studio B - Green Screen Virtual Studio), un studio pour la télévision régionale (Studio A), des studios de radio locale, une salle de rédaction commune de télévision et de radio et une base de diffusion extérieure.
En 1986, les 33A&B Whiteladies Road ont été démolis pour faire place à de nouvelles installations de post-production, un restaurant, une bibliothèque et des bureaux pour les régions du Sud et de l'Ouest, ainsi qu'une nouvelle hall d'accueil pour la Broadcasting House. Le nouveau bâtiment a été inauguré par Chris Patten le 19 janvier 1990.

## Autres installations de la BBC à Bristol
Au moment de la Seconde Guerre mondiale, la BBC disposait également d'installations radio au Redland Park Hall, à All Saints Hall, à la Chapter House, à College Road, à Clifton Parish Hall, à the Cooperative Hall et au Clifton Rocks Railway (en).
Plus récemment, le 15 Whiteladies Road, l'église St Mary de Belgrave Road et Christchurch Hall ont également accueilli la BBC. Une salle de contrôle radio a été construite dans l'église St George, à Brandon Hill.
À partir de 1986, la BBC a loué des entrepôts sur le Kingsland Trading Estate, ainsi que (à partir de 2002) sur le parc industriel de Lawrence Hill, pour fournir des installations à Casualty lors de sa production à Bristol. Cependant, la production a déménagé à Cardiff en 2011.